# IS (manga)
IS: Otoko demo Onna demo nai Sei (IS 男でも女でもない性?), es una serie manga creada por Chiyo Rokuhana, y publicada en Japón desde el 2003. La abreviatura IS es una referencia a los intersexuales. La historia trata principalmente sobre el dolor y los problemas de esas personas en sus vidas, como ganar aceptación por lo que son o su incapacidad para reproducirse.
IS ganó en 2007 el Premio Kōdansha al mejor manga shōjo.

## Historia
El primer volumen de IS es una colección de historias acerca de dos personajes intersexuales y sus distintos problemas. Los volúmenes 2 y siguientes tratan sobre la vida del intersexual Haru Hoshino, comenzando justo antes de su nacimiento y hasta luego de su paso por la secundaria.

## Personajes
Hiromi
Hiromi es una intersexual que creció como una niña y trabaja en una oficina japonesa de señoritas. Es el centro de atención de la primera parte del primer volumen.
Ryoma
Ryoma es un intersexual que creció como un niño, pero más adelante en la historia cambia su género a mujer. Es el centro de atención en la segunda parte del primer volumen. Al comienzo de la historia es todavía adolescente.
Haru Hoshino
Haru Hoshino es una intersexual que no recibió cirugía para modificar sus genitales en el momento del nacimiento, pero a los 10 meses de edad le suprimieron sus testículos debido a un problema médico. Desde preescolar y también en su educación primaria juega con los chicos de su edad en la escuela, y crece como un varón. Sin embargo, en la escuela secundaria, debido a lo que su certificado de nacimiento dice, se ve obligado a vivir como una mujer durante tres años.